# Death by Rock and Roll
Albums de The Pretty Reckless
Who You Selling For
(2016) Other Worlds
(2022)
Singles
1. Death by Rock and Roll
Sortie : 15 mai 2020
2. And So It Went
Sortie : 8 janvier 2021

Death by Rock and Roll est le quatrième album studio du groupe américain de rock alternatif The Pretty Reckless, sorti le 21 février 2021.
Plusieurs chansons de l'album sont marquées par la perte d'êtres chers. En effet, la disparition du chanteur et musicien Chris Cornell, mort par pendaison en 2017, et celle, consécutive à un accident de moto en 2018, de Kato Khandwala (en), le producteur de longue date du groupe, ont profondément affecté les membres de The Pretty Reckless,.
Le guitariste Kim Thayil et le batteur Matt Cameron, qui ont joué au sein du groupe Soundgarden avec Chris Cornell, sont présents sur le titre hommage Only Love Can Save Me Now. Autre invité de marque, le guitariste Tom Morello, sur la chanson And So It Went.

## Liste des chansons
Toutes les chansons sont écrites et composées par Taylor Momsen et Ben Phillips.
| No  | Titre                                                       | Durée |
| --- | ----------------------------------------------------------- | ----- |
| 1.  | Death by Rock and Roll                                      | 3:54  |
| 2.  | Only Love Can Save Me Now (avec Kim Thayil et Matt Cameron) | 5:12  |
| 3.  | And So It Went (avec Tom Morello)                           | 4:30  |
| 4.  | 25                                                          | 5:26  |
| 5.  | My Bones                                                    | 4:47  |
| 6.  | Got So High                                                 | 3:20  |
| 7.  | Broomsticks                                                 | 0:38  |
| 8.  | Witches Burn                                                | 4:53  |
| 9.  | Standing at the Wall                                        | 3:58  |
| 10. | Turning Gold                                                | 4:09  |
| 11. | Rock and Roll Heaven                                        | 5:12  |
| 12. | Harley Darling                                              | 4:19  |

## Musiciens
- Taylor Momsen : chant principal, guitares
- Ben Phillips : guitares, claviers, piano, chœurs
- Mark Damon : basse
- Jamie Perkins : batterie, percussions

musiciens additionnels
- Jonathan Wyman : guitare, basse, programmations, claviers
- Duncan Watt : orchestration, claviers, orgue, piano
- Kim Thayil : guitare sur Only Love Can Save Me Now
- Matt Cameron : batterie, percussions, chœurs sur Only Love Can Save Me Now
- Tom Morello : guitare sur And So It Went
- The Maine Academy of Modern Music : chorale sur And So It Went
- David Pontbriand : sitar, tambûr sur Turning Gold
- Sara Hallie Richardson et Anna Lombard : choristes sur Harley Darling
- Isaac Phillips : harmonica sur Harley Darling

## Classements hebdomadaires
| Classement (2021)                     | Meilleure place |
| ------------------------------------- | --------------- |
| Allemagne (Media Control AG)          | 5               |
| Australie (ARIA)                      | 15              |
| Autriche (Ö3 Austria Top 40)          | 6               |
| Belgique (Flandre Ultratop)           | 38              |
| Belgique (Wallonie Ultratop)          | 40              |
| Canada (Canadian Albums Chart)        | 28              |
| Écosse (OCC)                          | 4               |
| Espagne (Promusicae)                  | 49              |
| États-Unis (Billboard 200)            | 28              |
| Finlande (Suomen virallinen lista)    | 46              |
| France (SNEP)                         | 109             |
| Italie (FIMI)                         | 66              |
| Pays-Bas (Mega Album Top 100)         | 51              |
| Royaume-Uni (UK Albums Chart)         | 6               |
| Royaume-Uni (UK Rock and Metal Chart) | 1               |
| Suisse (Schweizer Hitparade)          | 4               |